# Józef Słaby (duchowny)
Józef Słaby (hiszp. Jose Slaby, ur. 1 marca 1958 w Żeleźnikowej Wielkiej) – duchowny katolicki, zakonnik redemptorysta, misjonarz, biskup prałatury terytorialnej Esquel w Argentynie od 2009.

## Życiorys
Po ukończeniu szkoły średniej w Starym Sączu wstąpił do Zgromadzenia Najświętszego Odkupiciela i podjął studia filozoficzno-teologiczne w Wyższym Seminarium Duchownym Redemptorystów w Tuchowie. Pierwsze śluby zakonne złożył 2 lutego 1979, a 15 sierpnia 1983 złożył śluby wieczyste. Po ukończeniu studiów przyjął święcenia prezbiteratu w Sanktuarium Matki Bożej Tuchowskiej w Tuchowie 17 czerwca 1984 z rąk biskupa Jerzego Ablewicza.
W roku 1985 przybył do Argentyny i rozpoczął pracę w Quilmes, opiekując się klerykami, którzy studiowali w Wyższym Seminarium Duchownym w La Placie. Prowadził budowę domu Studentatu Redemptorystów w La Plata, otwartego oficjalnie 15 sierpnia 1989. Od 1992 był wikariuszem, a później (1993–1995) proboszczem w parafii San Vincente w diecezji Puerto Iguazú. Od 1996 do 2004 pełnił obowiązki przełożonego wspólnoty redemptorystów w Quilmes, był proboszczem i był odpowiedzialny za szkoły parafialne św. Alfonsa i Matki Bożej z Lourdes. Równocześnie został członkiem zwyczajnym Rady Wiceprowincji Resistencia i wikariuszem wiceprowincjała. W następnych latach, od 2005 do 2007 pełnił funkcję przełożonego Wiceprowincji Resistencia, zaś w 2008 został koordynatorem wspólnej misji Prowincji Warszawskiej Redemptorystów i Wiceprowincji Resistencia w Esquel w Patagonii. Pełnił tam funkcję przełożonego wspólnoty redemptorystów i proboszcza parafii pw. Matki Bożej Anielskiej.
Został mianowany biskupem nowo powstałej prałatury Esquel dnia 14 marca 2009. Sakry biskupiej udzielił mu 8 maja 2009 ówczesny nuncjusz apostolski w Argentynie – abp Adriano Bernardini.
Dwaj rodzeni bracia biskupa również są redemptorystami i pracują na misjach. Jeden jest proboszczem w Quilmes (Argentyna), drugi na wyspie Św. Łucji (Wyspy Karaibskie).